# Provinz Tétouan
Tétouan (arabisch إقليم تطوان, Tamazight: ⵜⴰⵙⴳⴰ ⵏ ⵜⵉⵟⵟⴰⵡⵉⵏ) ist eine Provinz in Marokko. Sie gehört seit der Verwaltungsreform von 2015 zur Region Tanger-Tétouan-Al Hoceïma (vorher zur Region Tanger-Tétouan) und liegt im Norden des Landes, an der Küste des Mittelmeeres. Im Norden grenzt sie an Ceuta. Die Provinz hat 550.374 Einwohner (2014). 

## Größte Orte
| Gemeinde           | Einwohner (2. September 1994) | Einwohner (2. September 2004) |
| ------------------ | ----------------------------- | ----------------------------- |
| Tétouan            | 276.833                       | 320.539                       |
| Fnideq             | 34.462                        | 53.559                        |
| Martil             | 23.026                        | 39.011                        |
| M’Diq              | 20.997                        | 36.596                        |
| Oued Laou          | 10.146                        | 11.135                        |
| Azla (Tétouan)     | 10.091                        | 12.611                        |
| Zaouiat Sidi Kacem | 9.479                         | 10.495                        |
| Al Hamra           | 8.698                         | 10.156                        |
| Beni Harchen       | 8.006                         | 7.646                         |